# Kłecko
Kłecko (niem. Klezkow) – miasto w woj. wielkopolskim, w powiecie gnieźnieńskim, siedziba gminy miejsko-wiejskiej Kłecko.
Kłecko uzyskało lokację miejską w 1265 roku. Miasto królewskie należące do starostwa kłeckiego, pod koniec XVI wieku leżało w powiecie gnieźnieńskim województwa kaliskiego. W latach 1954–1972 miasto było siedzibą władz gromady Kłecko, ale nie należało do niej. W latach 1975–1998 miasto administracyjnie należało do woj. poznańskiego.
Według danych z 31 grudnia 2009 miasto liczyło 2648 mieszkańców.
Kłecko leży na Pojezierzu Gnieźnieńskim, między Jeziorem Kłeckim a Gorzuchowskim, połączonymi Małą Wełną. Ośrodek obsługi regionu rolniczego. Główny zabytek to gotycki kościół z 1. połowy XIV wieku, przebudowany w 1930. Przy ulicy Gnieźnieńskiej znajduje się pomnik przyrody dąb „Zawisza”. W Kłecku znajduje się również wysokiej klasy późnorenesansowy ołtarz główny wykonany przez Mateusza Kossiora, którego do miasta sprowadził Marcin z Kłecka, humanista wykształcony w Padwie.

## Historia

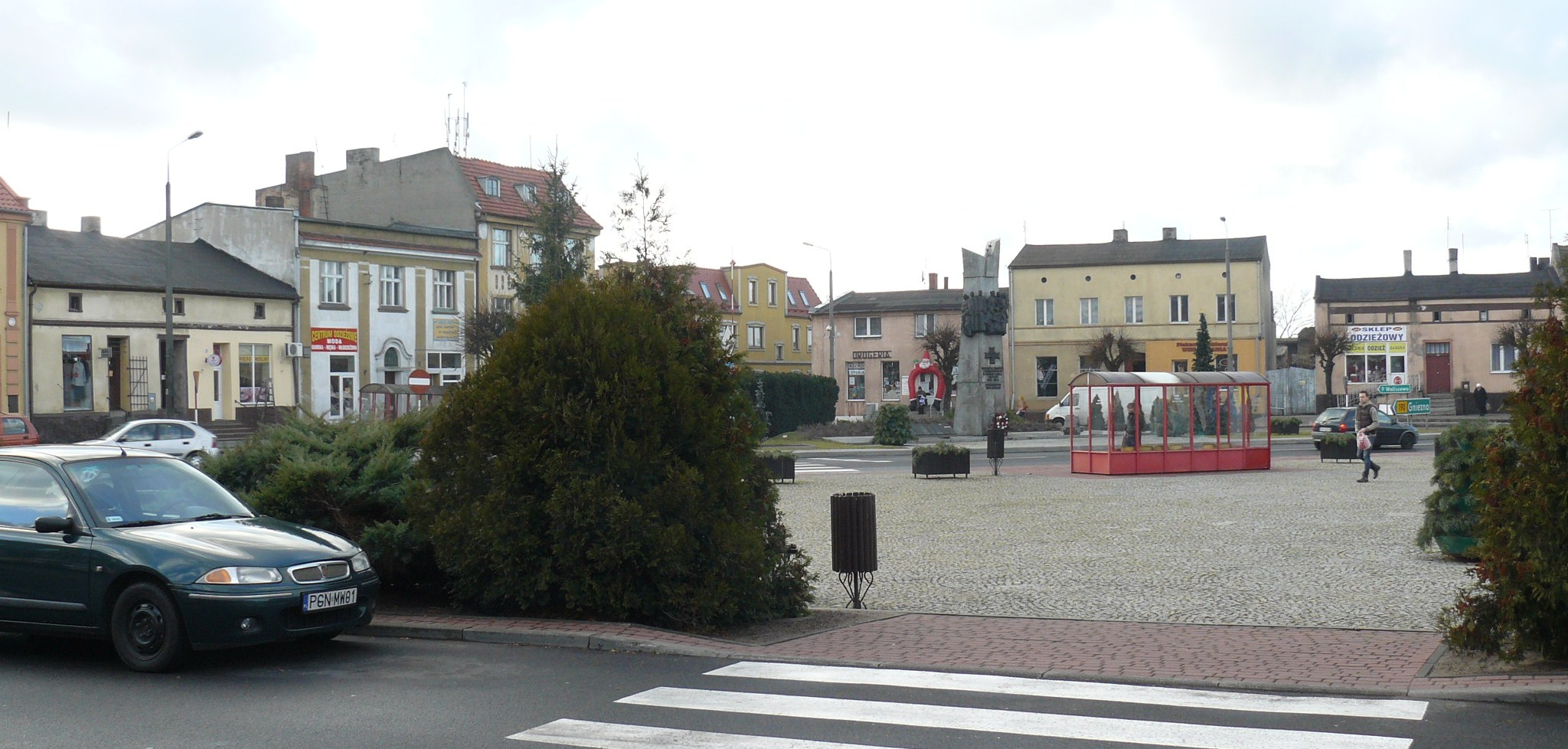
Rynek i pomnik

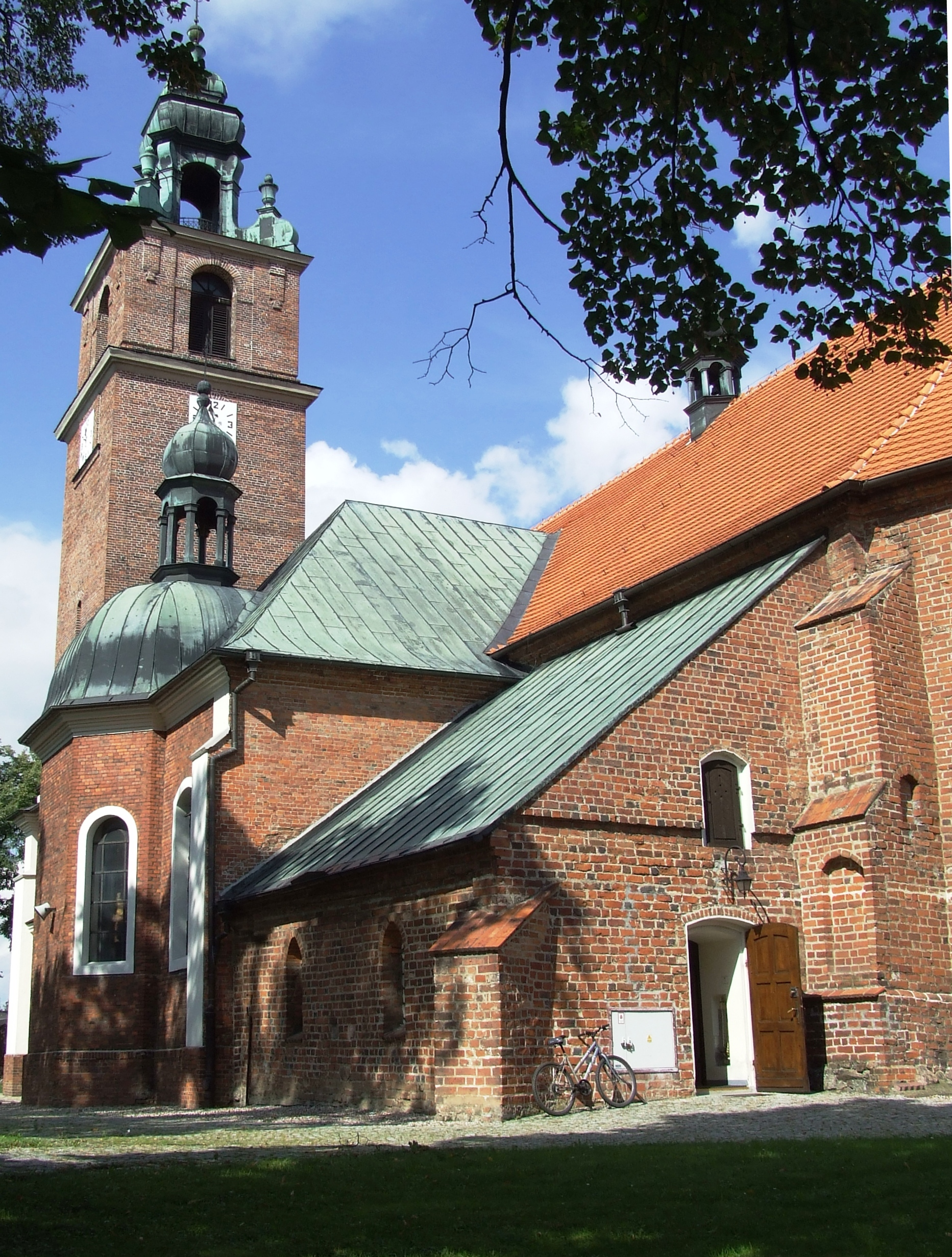
Kościół Świętego Jerzego i Świętej Jadwigi w Kłecku od strony zakrystii wybudowany przed 1596 r. z inicjatywy Marcina z Kłecka.

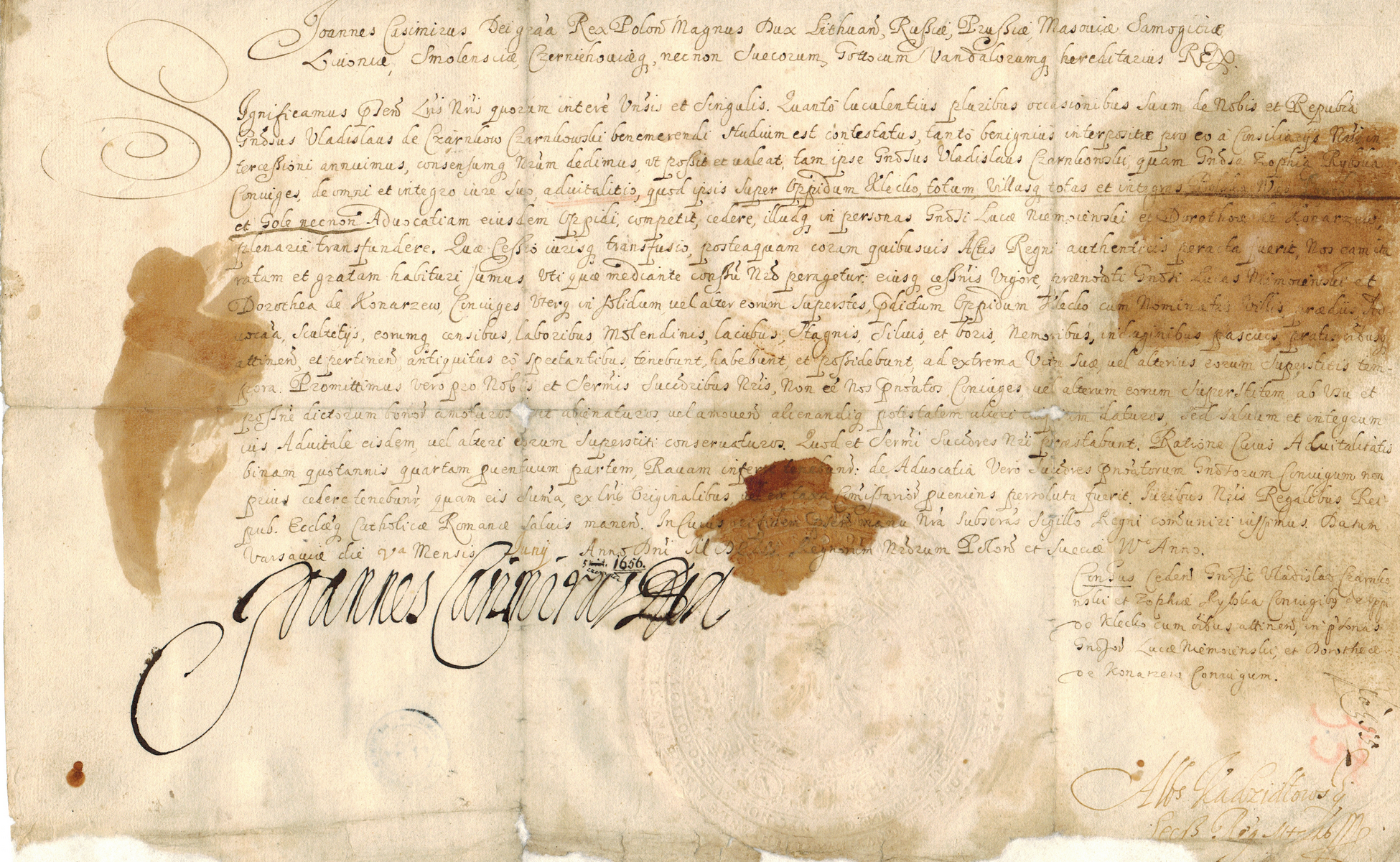
Jan Kazimierz zatwierdza przekazanie Kłecka z Czarnkowskich na Niemojewskich, 1652 r. (miejsce przechowywania: Archiwum Państwowe w Poznaniu).

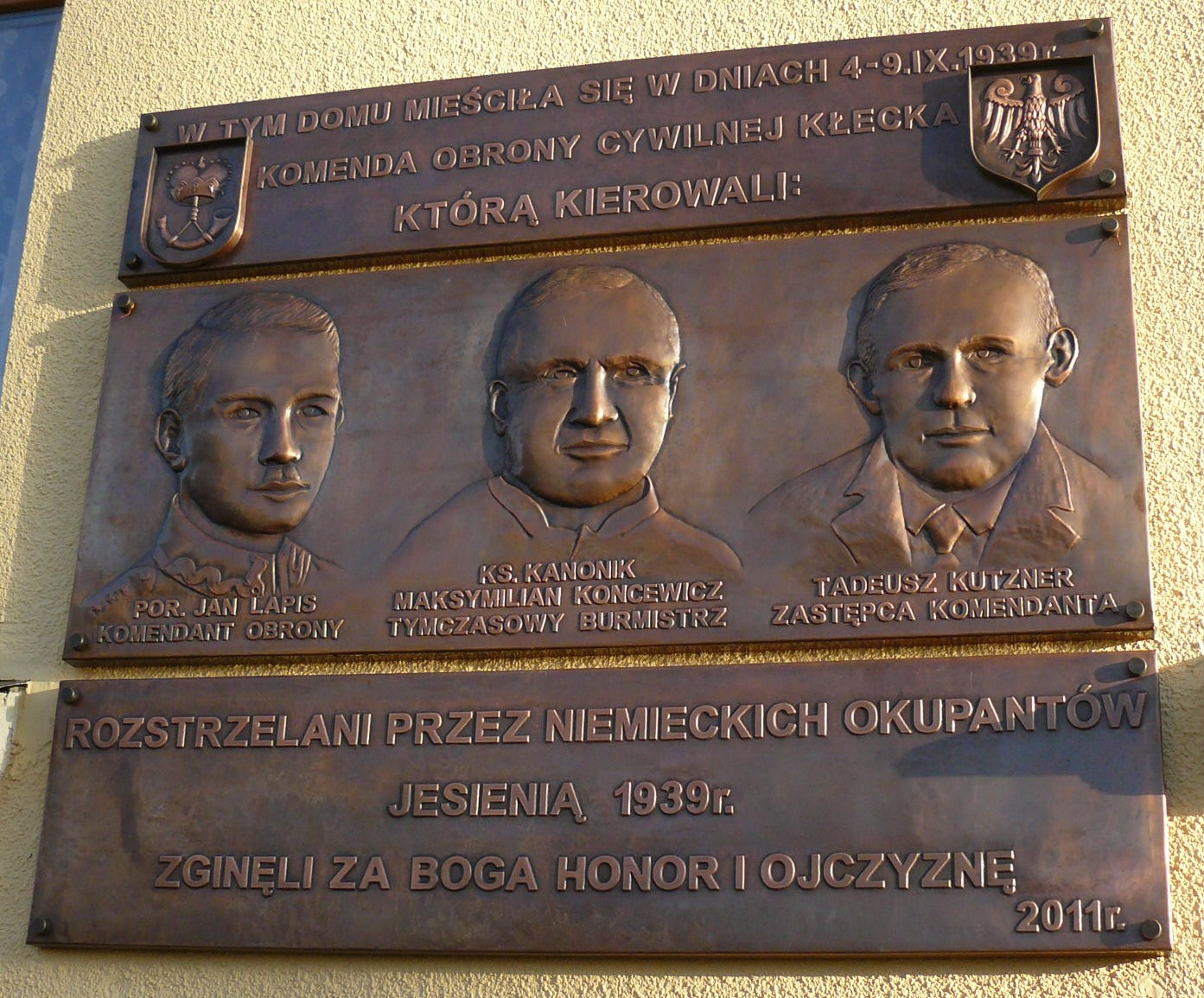
Tablica upamiętniająca obrońców Kłecka z 1939 (odsłonięta w 2011)

W czasach średniowiecznych położone było na bardzo ważnym szlaku handlowym, prowadzącym do Kołobrzegu. W Kłecku odnaleziono ślady osadnictwa ze schyłku paleolitu, tj. 9600–800 lat p.n.e. W IX wieku na podmokłych terenach pomiędzy jeziorem Gorzuchowskim i Kłeckim powstał gród obronny z podgrodziem.
Dogodna lokalizacja skłoniła w XIII w. władców wielkopolskich do lokacji w tym miejscu ośrodka miejskiego. Dokładna data tego wydarzenia budzi jednak wątpliwości – zachowany dokument lokacyjny Kłecka wystawiony przez Bolesława Pobożnego wskazuje rok 1255, jednak zawarta w nim lista świadków sugeruje datę o 10 lat późniejszą. Autentyczność dokumentu jest kwestionowana przez historyków i wielu z nich jako najbardziej prawdopodobną datę lokacji miasta przyjmuje jednak rok 1265. Przywilej potwierdzili królowie Kazimierz Jagiellończyk w 1450, Zygmunt I Stary w 1527, Jan Kazimierz 1668 r. i Michał Korybut Wiśniowiecki w 1672. Pierwszym wójtem miasta został Henryk Strophisus. W Polsce przedrozbiorowej Kłecko było starostwem niegrodowym.
W 1331 r. miasto królewskie zostało zniszczone przez najazd Krzyżaków. Splądrowano i spalono stojący na terenie starego grodziska murowany zamek i wymordowano większość mieszkańców grodu. Rycerze, którzy polegli w Kłecku w walce z Krzyżakami, wg mieszczanina kłeckiego Mikołaja ze Skopka, pochowani zostali w katedrze gnieźnieńskiej i w kościele franciszkańskim. W XIV wieku zniszczeń Kłecka dokonała wojna Grzymalitów z Nałęczami. W połowie XV wieku powstała tu pierwsza szkoła. W czasie wojny trzynastoletniej Kłecko wystawiło w 1458 roku 10 pieszych na odsiecz oblężonej polskiej załogi Zamku w Malborku.  Przed 1503 wybudowano szpital dla ubogich mieszczan, a później w 1517 kościół pw. św. Ducha (narożnik obecnej ul. Gnieźnieńskiej i ul. Karniszewskiej, rozebrany w 1943). Zabytki z tego kościoła, dzięki staraniom ks. proboszcza Joachima Behnke, w latach 70. XX w. zostały umieszczone w bocznej kaplicy kościoła pw. św. Jadwigi. Przed 1512 wybudowano jeszcze dwa kościoły, w tym św. Jadwigi (niegdyś św. Jerzego i Jadwigi). W 1616 r. na terenie byłego grodziska powstał trzeci, drewniany kościół św. Barbary (dziś boisko LKS „Lechita”), zniesiony w 1788. Później mieścił się tutaj cmentarz użytkowany do 1852. Po pożarze miasta w 1501 roku wybudowano w 1510 murowany ratusz. W połowie XVII wieku odbywały się w mieście cztery jarmarki. W 1656, w czasie powstania mieszczan pod przywództwem piwowara Tataka przeciw Szwedom, miasto zostało zniszczone.
W 1811 nastąpiła regulacja zabudowy i ulic, w XIX wieku miasto było ośrodkiem walki Polaków z germanizacją. Po roku 1866 powstała biblioteka im. św. Wincentego z Paulo i polski teatr amatorski. W 1868 założone zostało towarzystwo pożyczkowe dla Polaków (dziś Bank Spółdzielczy). W 1914 r. wybudowano kolej, łączącą miasto z Gnieznem (linia kolejowa nr 377 – obecnie nieczynna). Polscy mieszkańcy Kłecka brali udział w powstaniu wielkopolskim 1918–1919 pod powództwem Edmunda Rogalskiego.
Po agresji III Rzeszy na Polskę w 1939, w czasie kampanii wrześniowej, mieszkańcy brali udział w dwudniowej obronie miasta (po wycofaniu się oddziałów WP). W odwecie Niemcy (Wehrmacht i SS) rozstrzelali w dniach 8–9 września 1939 ok. 300–320 osób. Egzekucje przeprowadzano w kilku miejscach, największą grupę (ok. 112 osób) rozstrzelano z broni maszynowej nad rzeką Małą Wełną. Na miejscu straceń wzniesiono pomnik z polnych głazów, a na miejscowym cmentarzu pomnik. Za wielkie poświęcenie (również w 1939) miasto otrzymało w 1960 Order Krzyża Grunwaldu II klasy. W 1986 Kłecko przyjęto w poczet członków Polskiego Komitetu Miast Męczeńskich – Miast Pokoju.
W czasie okupacji niemieckiej miasto przemianowane zostało na Klötzen.
W roku 2005 Kłecko obchodziło 750-lecie nadania praw miejskich. Jedną z atrakcji turystycznych miasta jest Szlak Kłeckich Świątyń.

## Kłecka szkoła farna
Przy kłeckiej farze znajdowała się od co najmniej XIII wieku szkoła, do której uczęszczali mieszczanie kłeccy, wśród nich zapewne uczący się podstaw łaciny:
- Strzeszek syn Wawrzyńca
- Wojciech Jan z Kłecka
- Stanisław Jakub z Kłecka
- Stanisław syn Wita z Kłecka (Stanislaus olim Viti de Cleczsko) w 1430 r. był studentem Uniwersytetu Krakowskiego, pracował jako notariusz publiczny diecezji gnieźnieńskiej, następnie w Poznaniu 1438 r., prowadził księgi konsystorza poznańskiego w latach 1443–1444, 1455, 1462–1464, pisarz kapituły poznańskiej od 1460 r., podpisywał się Stanisaus Viti.
- Jan Marcin z Kłecka (Johannes Martini de Cleczsko) w 1431 r. był notariuszem publicznym diecezji gnieźnieńskiej (imperiali), podpisywał się Johannes.
- Marcin Bogusław z Kłecka (Martinus Boguslai de Cleczsko) w 1446 r. był notariuszem publicznym, był również altarzystą w katedrze gnieźnieńskiej 1446, 1447, podpisywał się M.B.C.
- Antoni Jan Mathie z Kłecka (Antho[nus] Johannes Mathie de Kleczko) w 1452 r. był notariuszem publicznym diecezji gnieźnieńskiej, podpisywał się ic. xc|maria|anthosch.
- Jan z Kłecka (Johannes de Cleczsko) w 1487 r. był notariuszem publicznym diecezji gnieźnieńskiej (apostolica i imperiali), podpisywał się ih(es)us maria.
- Maciej Marcin z Kłecka (Mathias Martini de Cleczsko) w 1495 r. był notariuszem publicznym diecezji gnieźnieńskiej, w dokumentach widnieje Math|Martini des Cleczko[11].

Wizytacja Jana Łaskiego w 1521 r. wspomina już tylko o placu szkolnym (zapewne budynek spłonął w wielkim pożarze miasta na początku XVI wieku) i o dawnym rektorze, Piotrze Jano. W późniejszym czasie szkolnictwo kłeckie rozwijał gruntownie wykształcony w Padwie humanista, Marcin z Kłecka. W 1622 r. szkoła nadal w pełni funkcjonowała, posiała osobny budynek i jej opiekunowie prowadzili summariusz dokumentów. Szkoła kłecka funkcjonowała aż do 1728 i znajdowała się na południe od kościoła.

## Zabytki
- Kościół Świętego Jerzego i Świętej Jadwigi w Kłecku z około 1510 r., przebudowany w 1781 r.
  - renesansowy ołtarz w formie tryptyku z 1596 r.
- Rynek z domami kalenicowymi z XIX wieku
- Grodzisko piastowskie z X wieku (Grodzisko Barbara), na północ od miasta, po prawej stronie drogi
- Dom, ul. Domańskiego 14, z ok. 1840
- Dom, ul. Ogrodowa 2, z ok. 1840

## Demografia

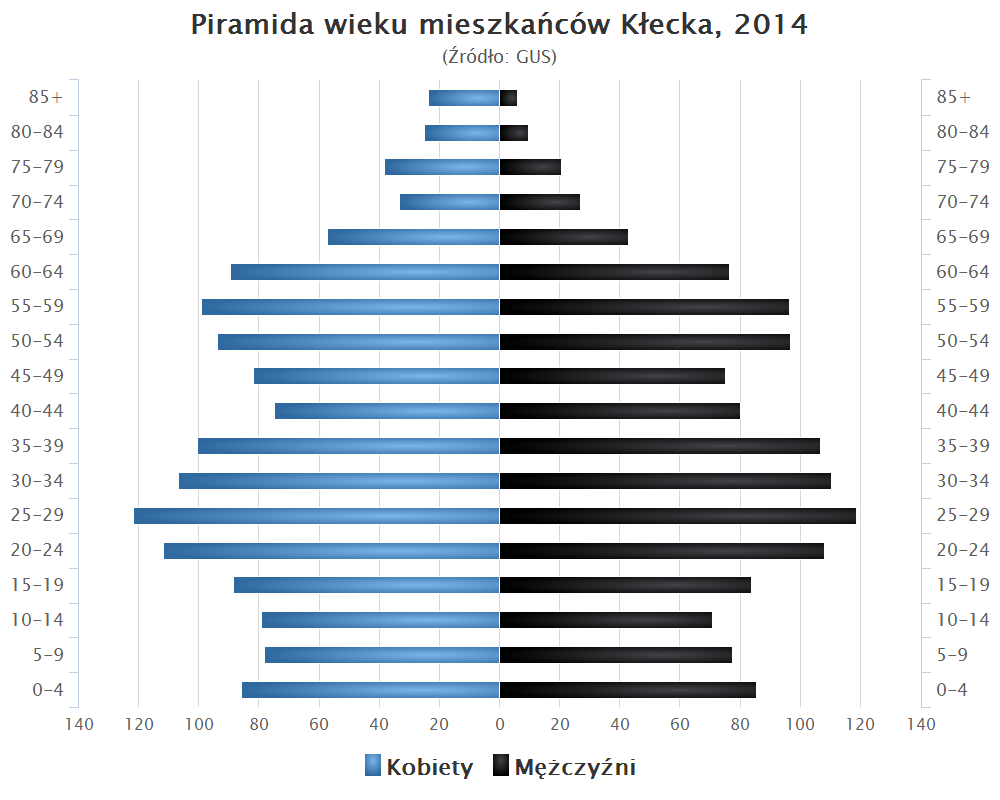
Piramida wieku mieszkańców Kłecka w 2014 roku

## Atrakcje turystyczne
Jedną z atrakcji turystycznych miasta jest Szlak Kłeckich Świątyń.